# Heinz Wewers
Heinz Wewers (Gladbeck, 27 de julho de 1927 - 29 de agosto de 2008) foi um futebolista alemão que atuava como defensor.

## Carreira
Heinz Wewers fez parte do elenco da Seleção Alemã de Futebol, na Copa do Mundo de 1958. 